# أندرو سيلبي
أندرو سيلبي (بالإنجليزية: Andrew Selby)‏ (مواليد 25 ديسمبر 1988) هو ملاكم من المملكة المتحدة، مثّل بلاده في الألعاب الأولمبية الصيفية 2012.

## روابط خارجية
أندرو سيلبي على موقع بوكس ريك (الإنجليزية) (registration required)
- أندرو سيلبي على موقع اللجنة الأولمبية الدولية (الإنجليزية)
- أندرو سيلبي على موقع أوليمبيديا (الإنجليزية)
- أندرو سيلبي على موقع اللجنة الأولمبية البريطانية (الإنجليزية)
- أندرو سيلبي على موقع اتحاد ألعاب الكومنولث (مؤرشف) (الإنجليزية)